# Brain (revue)
Pour les articles homonymes, voir Brain.
Brain est une revue scientifique britannique consacrée à la neurologie, éditée par Oxford University Press.

## Histoire
Elle a été fondée en 1878 par James Crichton-Browne, John Bucknill, David Ferrier et John Hughlings Jackson. Au début du XXIe siècle, sous la direction de John Newsom-Davis la revue est devenue l'un des premiers journaux scientifiques à être publié en ligne.

## Lsite des rédacteurs en chef
- John Newsom-Davis de 1997 à 2004
- Alastair Compston (en), de 2004 à 2013
- Dimitri Kullmann (en), de 2044 à 2020
- Masud Husain (université d'Oxford), depuis 2021